# マンニット食塩寒天培地

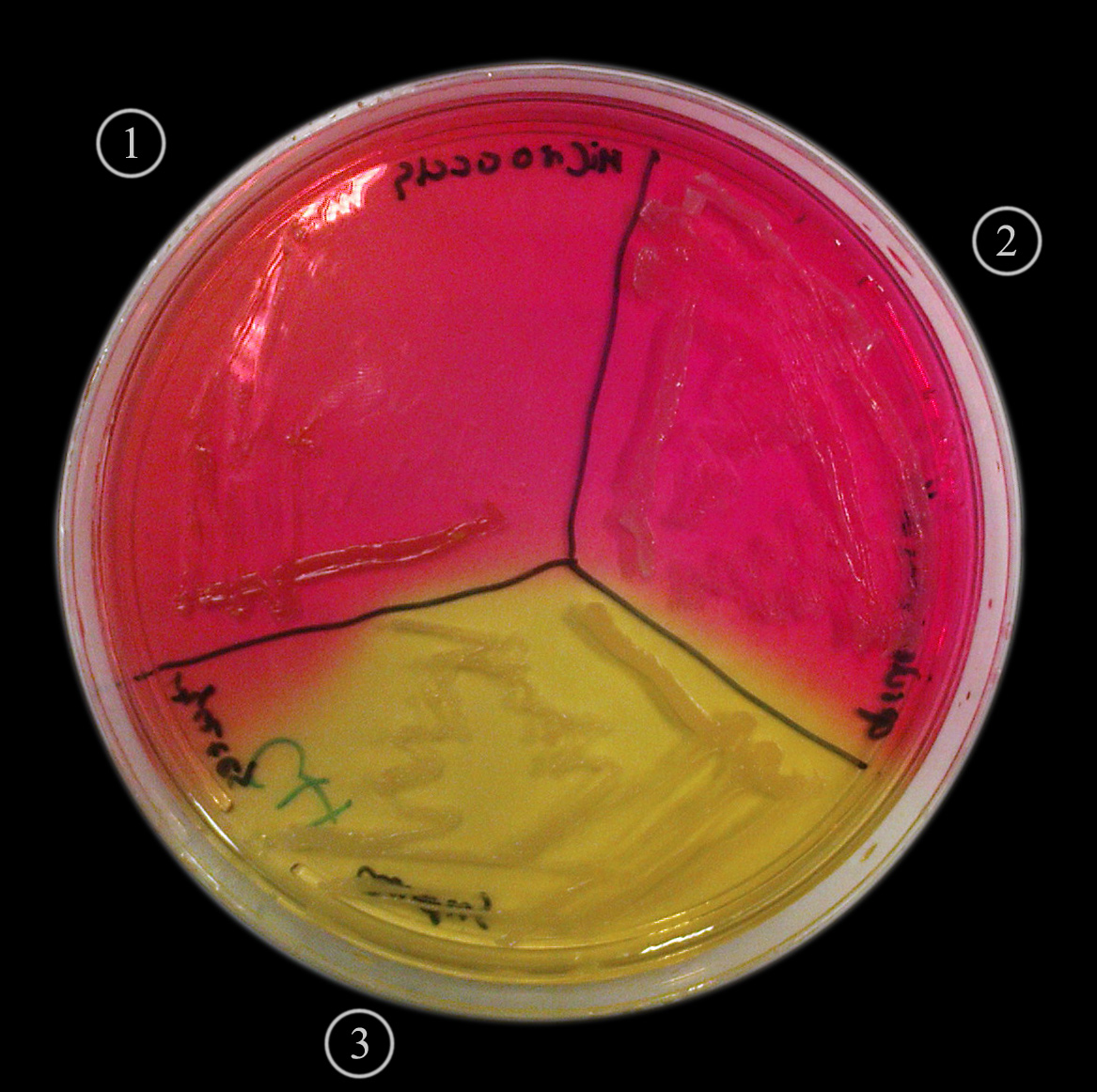
An MSA plate with Micrococcus sp. (1), Staphylococcus epidermis (2) and S. aureus colonies (3).

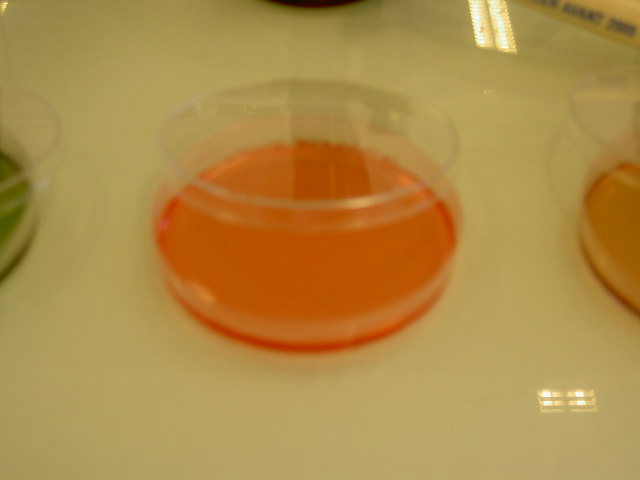

マンニット食塩寒天培地（マンニットしょくえんかんてんばいち、英: Mannitol Salt Agar:MSA）とは微生物学において一般的な増殖培地の一つ。
マンニット食塩寒天培地には高濃度の食塩(~7.5%-10%)が含まれており、ほとんどの真正細菌を阻害してミクロコッカス科やスタフィロコッカス科の真正細菌を選択的に増殖させる。マンニット食塩寒天培地にはマンニトールと指示薬としてのフェノールレッドが含まれる。黄色ブドウ球菌のような臨床的に重要な種のいくつかはマンニトール発酵を行い、酸を産生し、培地の色を赤色から黄色へと変化させる。マンニトール発酵では黄色コロニーを形成するが、マンニトール非発酵ではredishあるいは紫色コロニーを形成する。